# Oospila lactecincta
Oospila lactecincta là một loài bướm đêm trong họ Geometridae.